# フレンチ警視最初の事件
『フレンチ警視最初の事件』（フレンチけいしさいしょのじけん、原題：Silence for the Murderer）は、フリーマン・ウィルス・クロフツの推理長編小説。フレンチ警部（のち警視）シリーズの27番目の長編。

## あらすじ
軍時代の知り合いから恐喝されているフランクは恋人ダルシーの勤務先の医師を騙して、金を手に入れようと彼女にもちかける。その後、富豪サー・ローランドの秘書の職を得るが、富豪の屋敷で事件が起き、ダルシーはフランクの事件関与を疑う。

## 主な登場人物
- ダルシー・ヒース - 医院の事務員。物語前半の女主人公。
- フランク・ロスコー - ダルシーの恋人。陸軍を退役した若者。
- バート医師 - ダルシーが勤務する医院の経営者。
- サー・ローランド・チャタトン - 資産家の老貴族。
- アーサー - 介護士
- ジョーゼフ・フレンチ - 警視に昇進した刑事。本作の探偵役。

## 特徴
- 物語の半ばになっても殺人が起こらず、フレンチの登場はさらにあとになるという異色作。
- 『黄金の灰』に続いて、作者による読者への挑戦が途中にある。

## 書誌情報
- 『フレンチ警視最初の事件（新訳版）』（霜島義明 訳、東京創元社　2011年）ISBN：978-4-488-10632-4